# Wilhelm von Gültlingen

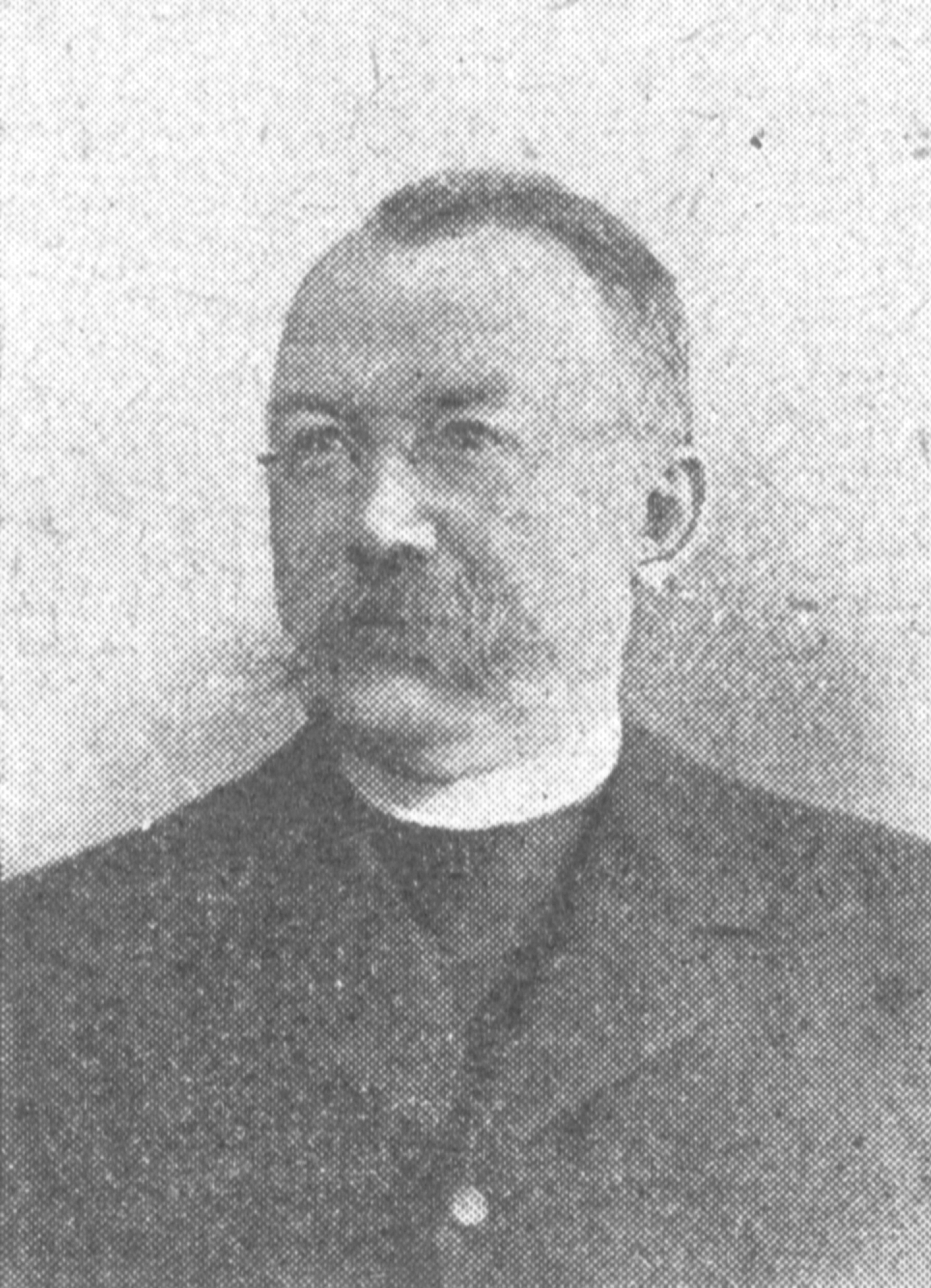
Wilhelm von Gültlingen, um 1895

Wilhelm Friedrich Balthasar Freiherr von Gültlingen (* 20. September 1834 in Wildbad; † 19. Januar 1898 in Stuttgart) war Jurist und Mitglied des Deutschen Reichstags.

## Leben
Gültlingen war der Sohn des königlich württembergischen Forstmeisters Wilhelm Ernst von Gültlingen (* 1806; † 1850) und gehörte der evangelischen Kirche an. Er besuchte die Gymnasien in Heilbronn und Stuttgart und studierte Rechtswissenschaften an den Universitäten Tübingen und Leipzig. 1866 wurde er Oberamtsgerichtsaktuar in Tuttlingen, 1869 Justizassessor beim Stadtgericht Stuttgart, 1875 Kreisrichter in Heilbronn und 1879 Landgerichtsrat in Ravensburg. Von 1868 bis 1898 war er als Vertreter der Ritterschaft des Schwarzwaldkreises Mitglied der Zweiten Kammer im Württembergischen Landtag und ab 1889 Mitglied des Deutschen Reichstags für den Wahlkreis Württemberg 7 (Nagold, Calw, Neuenbürg, Herrenberg) und die Deutsche Reichspartei. 1894 wurde Gültlingen Erbkämmerer und Kammerherr des Königs von Württemberg.
Das Reichstagsmandat legte er am 10. August 1895 infolge seiner Ernennung zum Landgerichtsdirektor in Stuttgart nieder, wurde jedoch am 12. November 1895 wiedergewählt. Im württembergischen Landtag gab er bis 1895 seine Stimme im Sinne der regierungstreuen Landespartei ab und schloss sich danach der Fraktion der Freien Vereinigung an. 1898 endeten seine Mandate mit seinem Tode. Gültlingen war verheiratet und hatte zwei 
Kinder, darunter den Landtagsabgeordneten Conrad von Gültlingen.
Er war seit 1854 Mitglied des Corps Suevia Tübingen.